# Charing
Charing – wieś w Anglii, w hrabstwie Kent, w dystrykcie Ashford. Leży 20 km na wschód od miasta Maidstone i 73 km na południowy wschód od centrum Londynu. Miejscowość liczy 2750 mieszkańców.